# Accordéon

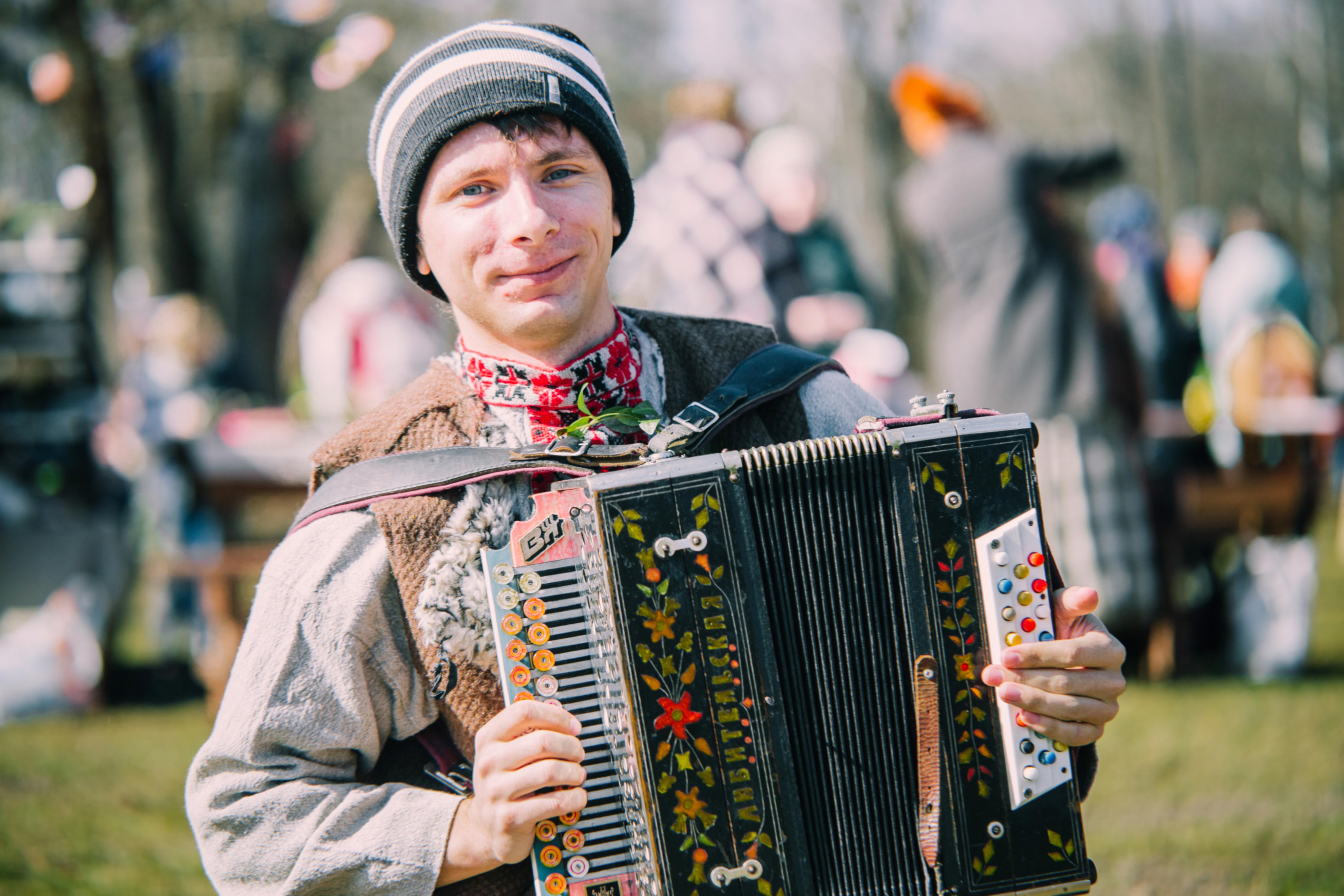
Un accordéoniste.

L'accordéon est un instrument de musique à vent de la famille des bois. Le nom d'accordéon regroupe une famille d'instruments à clavier, polyphonique, utilisant des anches libres excitées par un vent variable fourni par le soufflet actionné par le musicien. Ces différents instruments peuvent être de factures très différentes.
Une personne qui joue de l'accordéon est un accordéoniste.

## Histoire

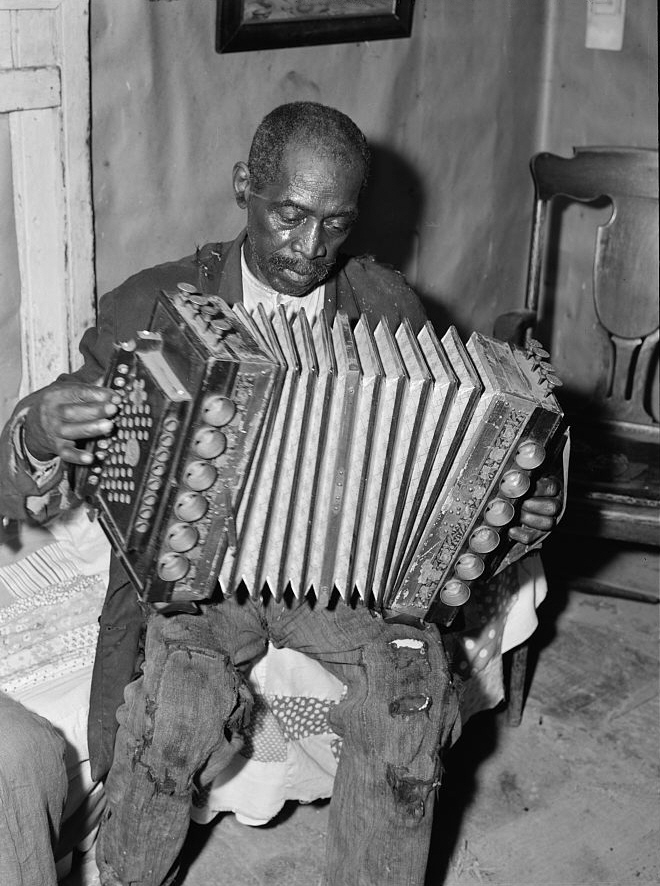
John Dyson, emprunteur à la FSA (né esclave 80 ans plus tôt), joue de l'accordéon

### Premiers instruments asiatiques
Le sheng, instrument de musique polyphonique religieux utilisé dans les orchestres de cour et de théâtre en Chine ancienne, est le plus ancien instrument à anche libre connu : il est constitué d'une chambre à vent sur laquelle sont fixés des tuyaux de bambou où vibre l'anche. Cet orgue à bouche est présent dès 2700 à 2500 av. J.C.. On le retrouve dans le reste de l'Asie sous d'autres noms : sompoton sur l'île de Bornéo, khêne au Laos, sho au Japon. Marin Mersenne cite entre 1636 et 1644, un khên du Laos.

### Arrivée en Europe
En 1674, un Khène fait partie de l'inventaire de la collection du royaume du Danemark. Johann Wilde (en) aurait ramené un Sheng à la cour de Saint-Pétersbourg en 1740. Le jésuite et missionnaire Joseph-Marie Amiot fait parvenir en 1777 deux paires de sheng à Monseigneur Bertin à Paris.
C'est durant la seconde moitié du XVIIIe siècle et le début du XIXe siècle que le procédé sonore de l'anche libre est l'objet de toutes les attentions des inventeurs. S'il est souvent avancé que le Sheng fut à l'origine de l'accordéon, le lien entre l'instrument asiatique et les instruments occidentaux n'est cependant pas évident.
La guimbarde, existe en Europe depuis au moins l'époque gallo-romaine, que l'on retrouve sur l'ensemble de la planète dès l'antiquité, est un autre instrument à anche libre, mais utilisé comme idiophone et non comme instrument à vent.
En 1769 est organisé un concours à Saint-Pétersbourg, dont l'objet est l'invention d'un instrument qui imiterait la voix humaine. Le physicien danois Christian Gottlieb Kratzenstein (de) remporte le concours avec l'invention de sa « machine parlante ». Néanmoins, à la lecture de son travail publié à Bordeaux en français, on peut constater qu'il ne fait aucune allusion aux instruments asiatiques. Et que la construction de sa machine est exclusivement née de l'étude anatomique du larynx.
C'est dans ce contexte que les brevets d'invention autour des instruments à anche libre vont naître, s'interpénétrer, s'influencer, se doter parfois de manière douteuse de paternité, mais permettant peu à peu l'émergence d'une nouvelle espèce d'instruments.

### Premiers instruments à anche libre et à soufflet
En 1810, on assiste à la naissance de l'« orgue expressif » de Gabriel-Joseph Grenié qui introduit le soufflet à pédalier, dont le système prendra plus tard le nom d'harmonium. Il réinvente l'anche libre, comme on peut le lire dans son mémoire de brevet.
En 1818, l'Autrichien Anton Haeckl invente le Physharmonica, premier instrument à anches libres clavier et à soufflet manuel. Un brevet lui a été accordé le 8 avril 1821. Dans le journal Allgemeine musikalische Zeitung du 14 avril 1821, la publicité du physharmonica dit entre autres : « Le maître fait aussi des versions très petites qui reposent confortablement sur le bras gauche, et dont on joue de la main droite. » Cet élément est primordial pour l'avenir.
En 1821, inspiré par la guimbarde, l'Allemand Christian Friedrich Ludwig Buschmann invente un instrument à anches métalliques : l'« aura ». Cet instrument, qui deviendra l'harmonica, inspirera des fabricants se copiant, améliorant, inventant tout une multitude d'instruments dérivés.
Anton Reinlein obtient en 1824 à Vienne un brevet pour son harmonica « à la manière chinoise », Christian Messner ouvrira l'une des premières usines à Trossingen en 1827 puis en 1832 lance la fabrication de ses Mundharmonika.
En 1822, Buschmann monte un soufflet sur son « aura » qui devient « handaeoline », l'éoline à main.
En 1827, Marie Candide Buffet (1797-1859) fabrique des « harmonicas métalliques à bouche ».

### XIXesiècle: invention des accordéons modernes

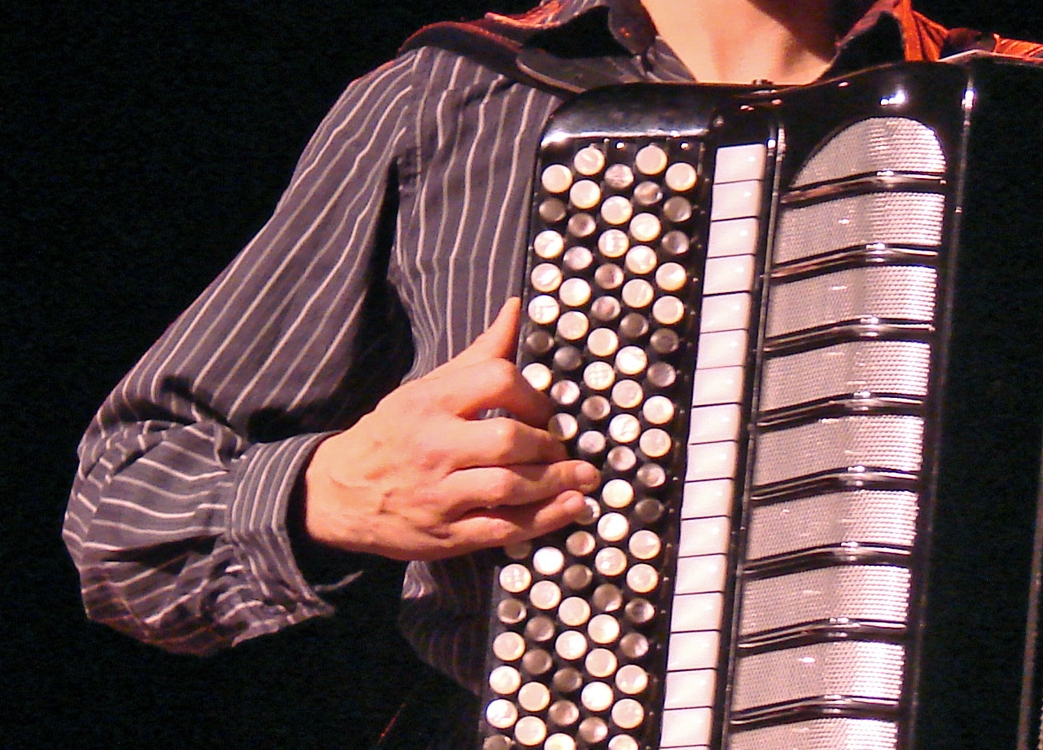
Accordéon chromatique à boutons.

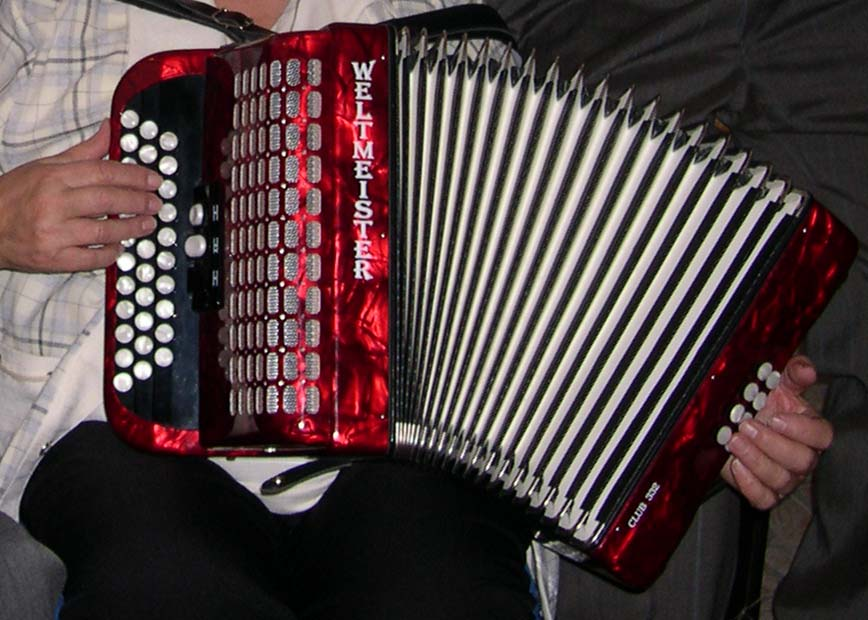
Accordéon diatonique.

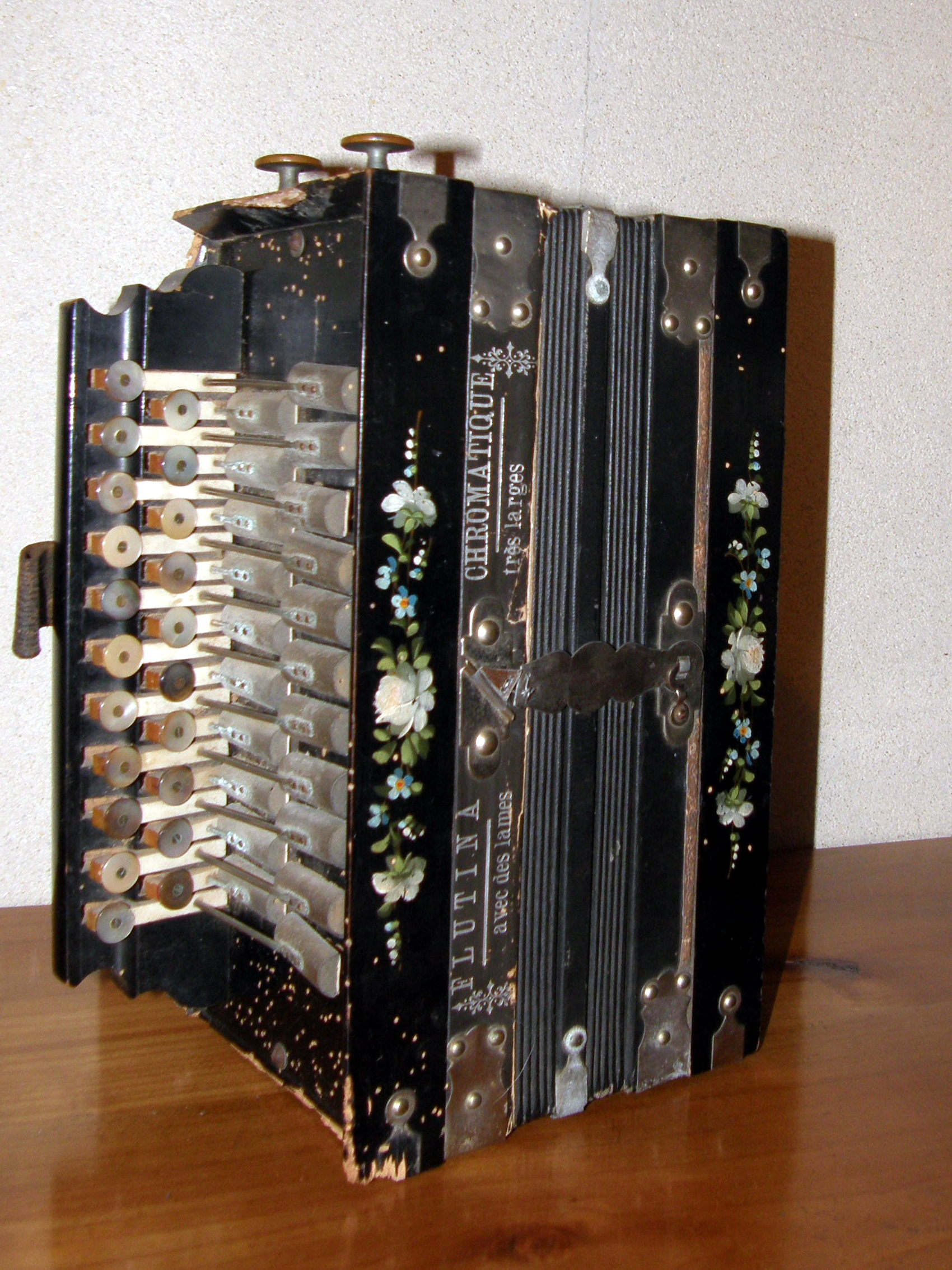
Flutina, accordéon chromatique (1870-1880).

En 1829, Cyrill Demian, facteur de piano et orgues à Vienne (Autriche), fabrique un instrument dans la veine de Buschmann et Haeckl, dont il veut déposer le brevet sous le nom d'« Aeolina »[réf. nécessaire]. Ce nom étant déjà pris par un modèle Buschmann et ce nouvel instrument étant, contrairement à ses prédécesseurs, voué à l'accompagnement et, en ce sens, n'émettant que des accords, Demian et ses fils dépose leur brevet le 6 mai 1829 sous le nom d'« Accordion » ; cet instrument est muni d'un soufflet manié par la main gauche, la main droite se réserve à un clavier dont chacune des 5 touches émet un accord, différent en tirant ou en poussant.
Le 23 juin 1829, la même année que le brevet de Demian, Charles Wheatstone invente le « symphonium », rebaptisé « concertina », dont le brevet sera déposé le 8 février 1844[réf. nécessaire]. Ce modèle est unisonore.
En France, en 1830, Marie Candide Buffet positionne un clavier mélodique en main droite à la place des accords[réf. nécessaire]. Demian invente, vers 1834, la combinaison d’un deuxième clavier pour les accords, et d’un premier pour la mélodie[réf. nécessaire].

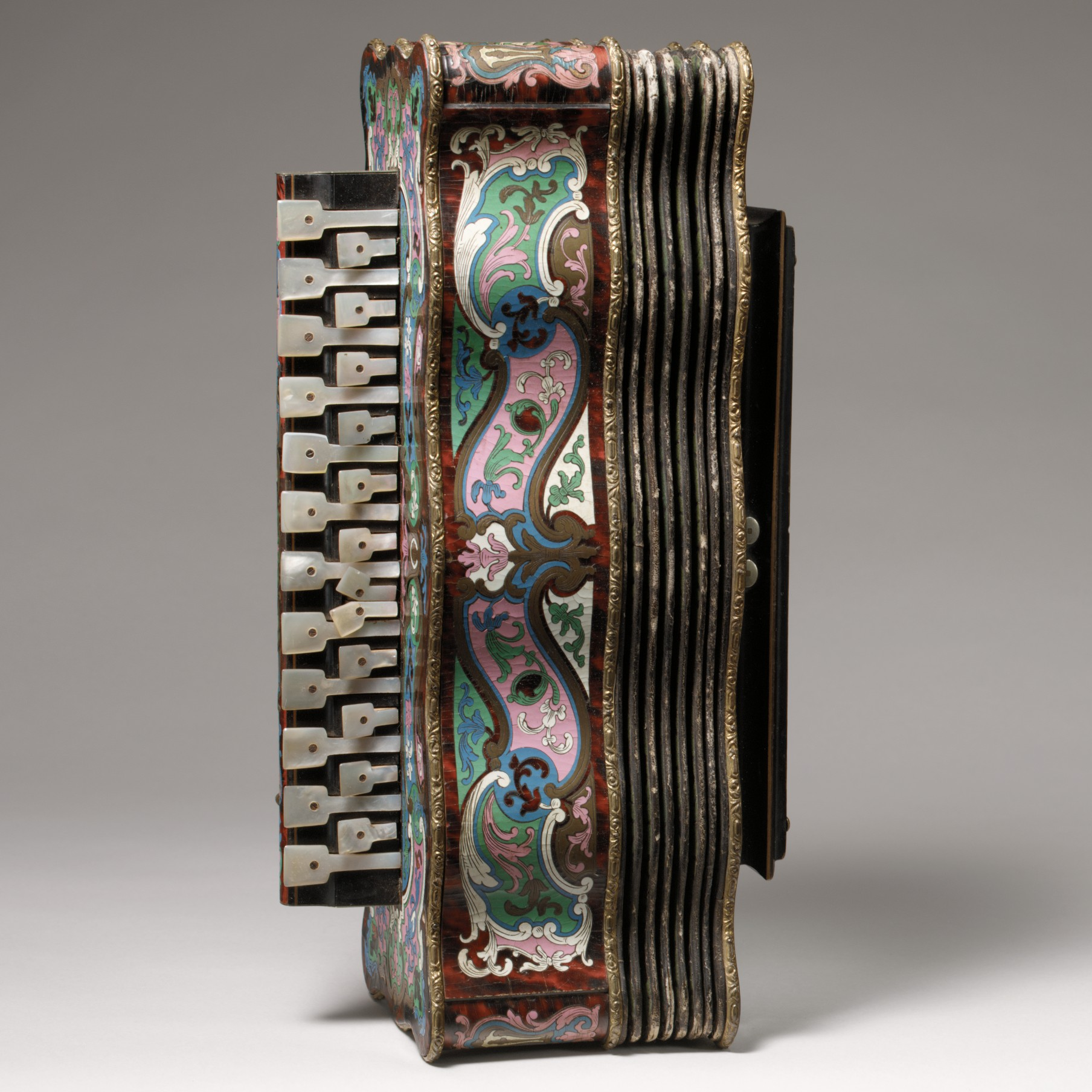
Accordéon en bois, métal et écaille, 1850-1855 (Metropolitan Museum of Art).

En 1834, Carl Friedrich Uhlig crée le « konzertina » allemand, bisonore, après avoir rencontré Demian et ayant désiré créer un instrument mélodique[réf. nécessaire]. C’est ce modèle qui inspirera Heinrich Band (de) la même année, en faisant évoluer la forme des claviers[réf. nécessaire].
En 1841, Louis Léon Douce dépose un brevet pour son « accordéon harmonieux », instrument unisonore[réf. nécessaire].
À partir de 1847 Carl Friedrich Zimmermann (de) développe le même type de concertinas que Band,. Les termes de « bandonion » puis « bandonéon » arriveront en 1854 en hommage au fabricant à Henrich Band.
En 1852, Philippe-Joseph Bouton conçoit l’instrument avec un clavier piano à la main droite. En Autriche, le « Schrammelharmonika » sera le premier instrument avec le clavier main droite moderne qui va inspirer les Italiens. En Italie, en 1863, Paolo Soprani fonde la première industrie du « fisarmonica » (nom italien de l'accordéon) à Castelfidardo, ville considérée comme l'un des berceaux de l'accordéon moderne. Autre berceau, Stradella, dans la province de Pavie où Mariano Dallapé invente un nouvel instrument encore plus proche de l'accordéon moderne en 1871. Le terme « fisarmonica » est très important, car Soprani ne va pas fabriquer des accordéons, mais des « physharmonika ». Cette distinction n'est pas anodine car, en 1861, le Maître de chapelle de Loreto (à proximité de Castelfidardo) expose un instrument décrit comme « accordéon par la forme, mais véritable fisarmonica ». À l'époque, fisarmonica et accordéon sont deux instruments différents en Italie. C'est l'origine de l'industrie italienne.
La première génération d'instruments encore usités apparaît à la fin du XIXe siècle. Jusqu'à aujourd'hui, les modèles n'ont cessé de se perfectionner, d'évoluer, de se spécialiser selon les styles, selon les coutumes, selon les traditions culturelles ayant accueilli l'une ou l'autre forme de l'instrument à anche libre et à soufflet manuel.

## Organologie

### Production du son

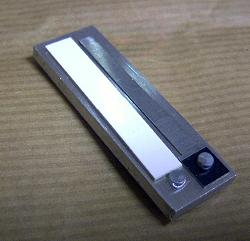
Plaquette d'accordéon présentant à gauche en blanc une peau musique et à droite une anche.

Dans l'accordéon, deux anches sont montées sur une même plaquette, une de chaque côté de la plaquette. Une anche ne fonctionne que dans un seul sens, lorsque l'air la pousse vers la plaquette, donc une seule des deux anches fonctionnera pour un sens donné du soufflet. Une « peau musique » (en cuir, en vinyle ou en matériau composite souple) empêche la perte d'air par l'interstice entre l'anche qui ne parle pas et la plaquette (on dit de l'anche qui produit du son qu'elle « parle »).
La vibration est due à un phénomène dit « de relaxation » : elle n'est donc pas sinusoïdale et comporte de nombreux harmoniques responsables d'une famille typique de timbres. Les harmoniques sont utilisés pour faciliter l'accord des basses fréquences (< 100 Hz).

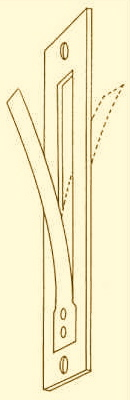
Schéma d'une anche libre en action au passage de l'air.

La fréquence de vibration est pratiquement indépendante de la puissance du souffle d'air, l'anche vibrante jouant d'ailleurs, à pleine puissance, le rôle de limiteur de débit. Cependant, lorsque des anches de fréquences extrêmement proches (différence inférieure à 1 Hz, tout au plus) sont alimentées en air par un système commun, il arrive que l'anche la moins stable en fréquence s'accorde à la fréquence de l'autre par effet de « couplage » ou de « pilotage », masquant leur « désaccord », voire interdisant un vibrato différentiel intentionnel de fréquence inférieure à 1 Hz.
Dans l'accordéon, les anches donnant les sons les plus graves (< 50 Hz environ) ont une longueur de 5 à 10 centimètres et sont chargées, près de leur extrémité vibrante, par une masse de laiton (généralement — ou d'étain sur les anches anciennes ou modifiées par un accordeur). Les anches produisant les sons les plus aigus (plus de 6 kHz dans l'aigu du piccolo) ont une longueur inférieure à 6 millimètres.
En raison de la très courte longueur d'onde des sons les plus aigus produits (de l'ordre de quelques cm), on constate souvent des phénomènes d'ondes stationnaires dus aux « obstacles » à leur propagation (cases exiguës du sommier qui supporte les plaquettes, soupapes…) qui peuvent affaiblir, voire neutraliser totalement, le son produit. Des solutions empiriques de facture permettent d'éliminer ce phénomène.

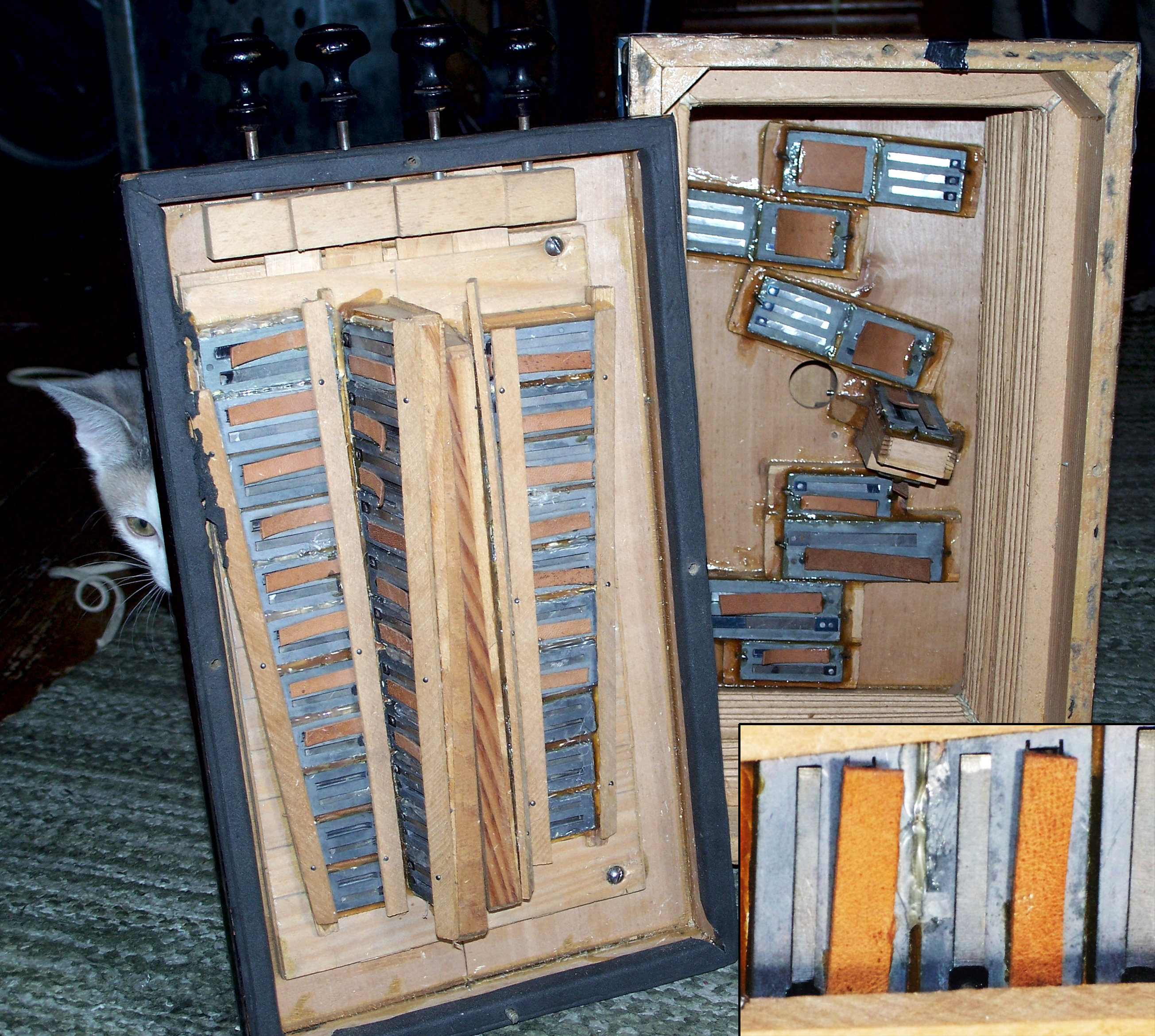
Plaques comportant les différentes anches libres dans un accordéon

L'accord se fait en jouant sur les paramètres raideur et masse : on augmente la fréquence en diminuant la masse par enlèvement de matière (limage d'épaisseur) à l'extrémité libre de l'anche (ou de sa charge rapportée). On diminue la fréquence en diminuant l'épaisseur (raideur) de l'anche (enlèvement par grattage : (grattoir) près de sa partie fixe, flexible (le « ressort »).
Une anche vibrante de grandes dimensions et de fréquence infrasonique, destinée à produire un vibrato en amplitude, a été utilisée dans l'accordéon de concert Cavagnolo : cette anche est placée dans une paroi séparatrice (équivalente à une « plaque ») disposée entre le soufflet et la « caisse du chant ». Ce système générateur de vibrato semble être resté sans suite en raison, sans doute, de sa fréquence invariable, de son effet trop systématique (un accord, grave ou aigu, vibre « en bloc ») et de sa limitation du débit d'air (contradictoire avec l'expressivité naturelle de l'instrument), en dépit de la présence d'un moyen de neutralisation : une très large soupape.

### Jeu

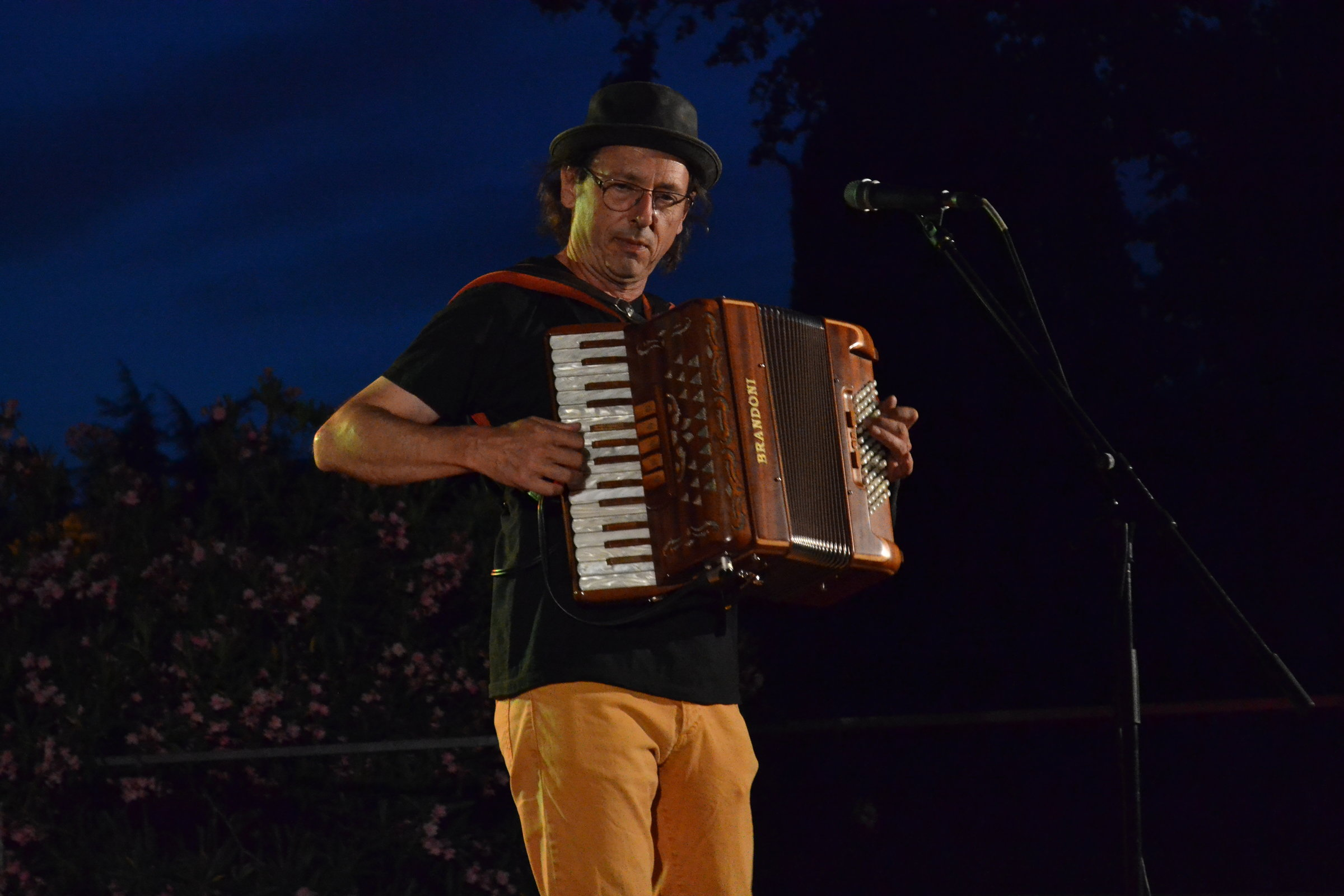
Alain Beurrier de Castanha e Vinovèl.

Le musicien ouvre et referme le soufflet central, positionné entre les deux parties droite et gauche de l'instrument, munie chacune d'un clavier : une partie droite, qui reste statique, et une partie gauche, qui s'écarte et se rapproche de la partie droite à chaque va-et-vient du soufflet (on parle de « tiré » ou de « poussé » du soufflet). En même temps, l'instrumentiste appuie sur les touches des claviers de l'instrument pour décider des notes à produire. L'air du soufflet passe ainsi dans le mécanisme, et actionne une ou plusieurs anches accordées à la lime et au grattoir. L'anche au repos possède une courbure qui la porte « au vent » : le réglage de cette courbure a pour but de permettre et faciliter l'attaque, à toutes les puissances.
Véritable homme ou femme-orchestre, l'accordéoniste peut exécuter le rythme aussi bien que la mélodie et l'harmonie, ce qui lui a valu une place importante dans les bals populaires français.
Cet instrument aux accords tout faits et à la sonorité « désaccordée » ne suscita pas l'adhésion de tous d'où, dès les années trente, l'invention des basses chromatiques (clavier mélodique de main gauche similaire à celui de la main droite, remplaçant grâce à un convertisseur le clavier traditionnel basse-accord) et la présence possible de registres permettant de changer la sonorité de l'instrument en appuyant sur un bouton.
Il existe plusieurs sortes d'accordéons qui se différencient d'une part, par l'organisation des notes sur les claviers et d'autre part, par la manière de produire des notes en actionnant le soufflet.
L'accordéon chromatique possède les 12 demi-tons de la gamme chromatique. Une touche enfoncée produira la même note que l'on tire ou que l'on pousse le soufflet. Certains ont des boutons, d'autres des touches de piano. Suivant les modèles, la tessiture peut dépasser 4 ou 5 octaves.
Les accordéons diatoniques peuvent jouer des gammes diatoniques. Une touche enfoncée ne produira pas la même note selon que le musicien tire ou pousse le soufflet. On dit qu'il est bi-sonore.
Ces deux descriptions correspondent aux deux familles d'accordéons les plus répandues. De nombreuses variantes ont été réalisées (chromatique bi-sonore, diatonique uni-sonore, systèmes mixtes).

## Utilisation dans différents styles musicaux
L'accordéon est utilisé en musique populaire, musique traditionnelle, musique folklorique, dans les musiques actuelles, ainsi qu'en musique classique et contemporaine. « On peut tout jouer avec l'accordéon » déclare Yvette Horner.

### Musique classique
La plus ancienne pièce de concert est Thème varié très brillant pour accordéon, écrit en 1836 par Mlle Louise Reisner de Paris. Le compositeur russe Piotr Ilitch Tchaïkovski inclut (de façon optionnelle) quatre accordéons diatoniques dans sa Suite pour orchestre no 2 en Do Majeur, op. 53 (1883), simplement pour ajouter une petite couleur au troisième mouvement (Scherzo burlesque). Le compositeur italien Umberto Giordano inclut l'accordéon diatonique dans son opéra Fedora (1898). L'accordéoniste apparait sur la scène, avec également un joueur de piccolo et un joueur de triangle, trois fois dans le troisième acte (qui se déroule en Suisse), pour accompagner une courte et simple chanson qui est chantée par un petit savoyard.
En 1915, le compositeur américain Charles Ives inclut un chœur d'accordéons diatoniques (ou de concertinas) avec également, entre autres, deux pianos, un célesta, une harpe, un orgue, un zither et un thérémine optionnel dans son Orchestral Set no 2. La partie d'accordéon, écrite pour la main droite seulement, consiste en dix-huit mesures à la fin de l'œuvre. On pense souvent à tort que Paul Hindemith est le premier compositeur à avoir écrit spécifiquement pour l'accordéon chromatique. En 1921, il a certes inclus l'harmonium dans sa Kammermusik Nr. 1, une œuvre de musique de chambre en quatre mouvements pour douze musiciens, mais ce n'est qu'en 1952 qu'il a réécrit la partie d'harmonium pour l'accordéon avec basse standard. D'autres compositeurs allemands ont aussi écrits pour l'accordéon.
En 1922, Alban Berg inclut un accordéon dans son opéra Wozzeck. L'instrument, marqué Ziehharmonika bzw. Akkordeon dans la partition, apparaît seulement durant la scène de la taverne, avec un ensemble sur scène (Bühnenmusik) consistant en deux violons, une clarinette, une guitare et un bombardon en fa (ou tuba basse).
D'autres compositeurs du XXe siècle ont écrit pour l'accordéon comme Kurt Weill dans L'Opéra de Quat'sous (1928), Sergueï Prokofiev et sa Cantate pour le 20e anniversaire de la révolution d'octobre, op. 74 (1936), Dmitri Chostakovitch l'utilise dans la Jazz Suite No. 2 (1938), ainsi que Jean Françaix dans Apocalypse According to St. John (1939) ou Darius Milhaud dans Prélude et Postlude pour Lidoire (1946), ainsi que John Serry Sr. dans American Rhapsody (1955) et Concerto pour accordéon (1964) ,,. L'accordéon est présent aujourd'hui dans le répertoire de musique contemporaine. Principalement en musique de chambre, des compositeurs comme Henk Badings (Sonate pour accordéon seul, 1981), Luciano Berio (Sequenza XIII pour accordéon seul, 1995) ou Jean Françaix, Concerto pour accordéon 1997) ont écrit pour l'instrument.

### Musiques traditionnelles

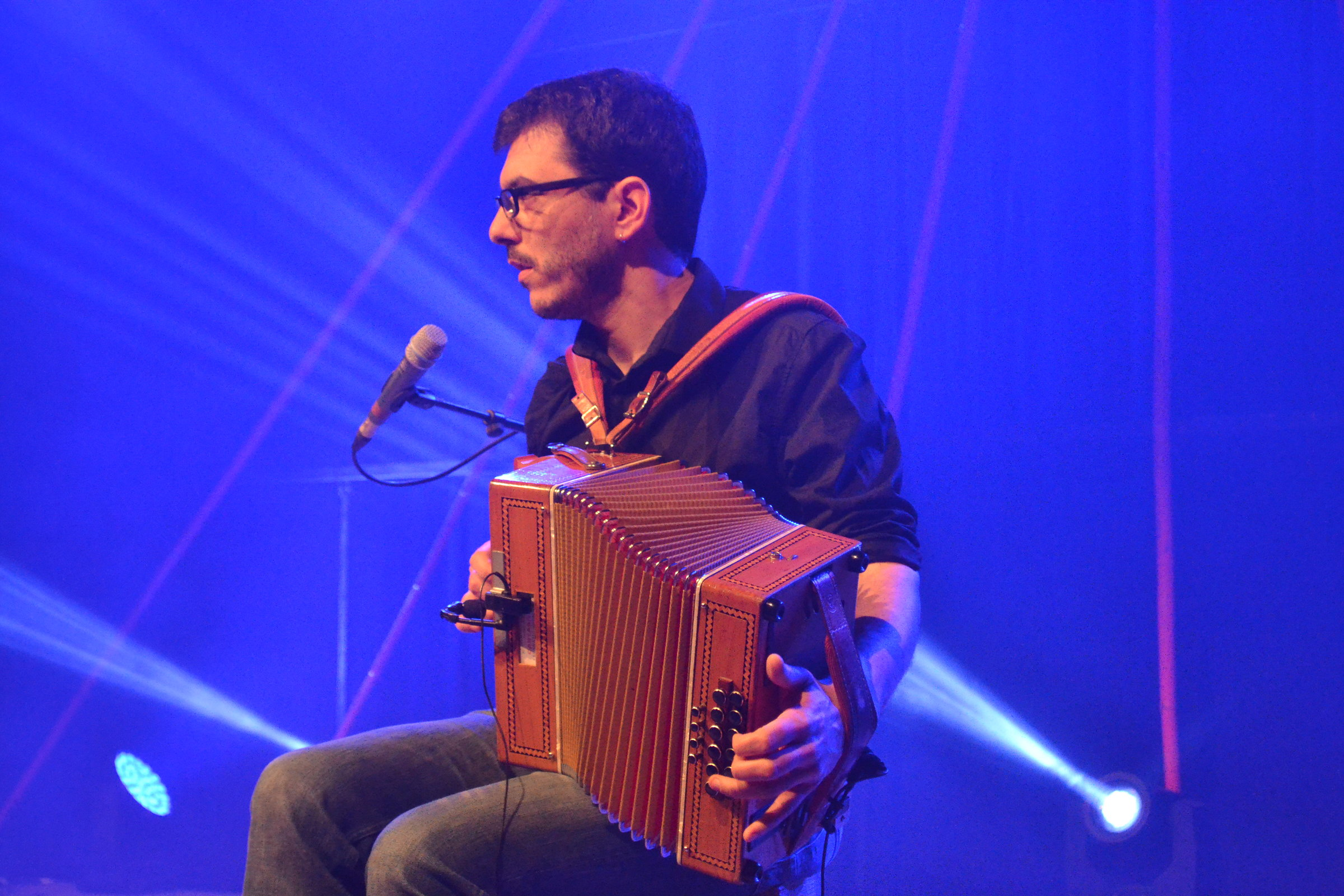
Cyrille Brotto, joueur de musiques traditionnelles occitanes.

L'accordéon et ses variantes sont présents dans de très nombreuses musiques traditionnelles ou musique folkloriques. L'Écosse, l'Irlande ou la Grande-Bretagne furent ouverts à intégrer l'accordéon à leur folklore adaptant et composant dans leurs styles respectifs, soit des reels, des jigues ainsi que des valses. En Amérique, on retrouve traditionnellement l'accordéon dans le folklore québécois composé principalement de reels et de rigodons ainsi que dans la musique cadienne, principalement des ballades et au sud des États-Unis avec le Zydeco (ou Zarico) qui est la musique des créoles francophones de Louisiane. L'Autriche, la Suisse ou la Bavière sont parfois représentées par des valses, des marches) ou des polkas. Les ensembles de musiques tsiganes et klezmers ont aussi des formes d'accordéons spécifiques comme le Bayan que l'on retrouve dans la musique traditionnelle en Russie.
En Amérique latine, de nombreux genres musicaux utilisent différentes sortes d'accordéons comme le norteña au nord-est du Mexique, le chamamé en Argentine, la cumbia et le vallenato en Colombie ou instrument musique brésilienne, le baião au nord-est;
Dans la Caraibe, il est utilisé dans le Meringé de République Dominicaine, dans les Quadrilles caribéens (Quadrille guadeloupéen, Quadrille dominiquais, Haute taille martiniquaise, …).
Aux Mascareignes, il est utilisé dans le Séga réunionnais et mauricien, …

### Jazz
L'accordéon est présent dans la musique de jazz. Cela a commencé avec la collaboration de Django Reinhardt et Jo Privat à l'époque du jazz swing. L'accordéoniste Marcel Azzola a aussi réalisé des arrangements pour accordéon des plus grands standards de jazz comme All the Things You Are. Plus récemment, des accordéonistes se sont éloignés du musette traditionnel pour s'intéresser au jazz, comme les artistes Richard Galliano, ou Vincent Peirani.
Avant la Seconde Guerre mondiale, des musiciens comme Gus Viseur ou Tony Murena font déjà le lien entre jazz et musette. Après la guerre, l'accordéon est utilisé par des auteurs-compositeurs-interprètes comme Léo Ferré ou Jacques Brel, et des virtuoses comme Aimable, qui promènera son instrument en tournées mondiales[réf. nécessaire]. Mais l'instrumentarium du jazz moderne (be-bop, free jazz), puis du rock dans les années 1960, tend à le ringardiser[réf. nécessaire].

### Musique orientale
Bien que créé en Europe, cet instrument se répand au Moyen-Orient et en Afrique du Nord, et est adopté par la musique populaire, puis s'introduit dans de nouvelles tendances musicales. Le chanteur de raï Cheb Khaled explique ainsi : 

« Mon instrument, c'est l'accordéon. Je l'ai appris à l'école de la rue. De naissance […] Dans le temps, quand les gens fêtaient les mariages, il y avait le violon, l'accordéon, la darbouka, mais pas de trucs électroniques. Et l'accordéon donnait un son typique, oriental. C'est original, c'est un beau son. »

L’accordéon chromatique, avec des touches piano, s’est ancré à partir des années 1960 dans divers types de chanson populaire en Algérie : la chanson oranaise, le chaâbi, et le raï. Il participe à une transition entre les instruments traditionnels et les claviers électroniques. On le trouve également dans la musique populaire égyptienne, par exemple dans le style Baladi (en), avec des techniques et des modes d’interprétation spécifiques, notamment dans le jeu du bourdon ou le jeu en contretemps rythmique, qui se rapprochent des arrangements instrumentaux pratiqués par les joueurs d’instruments plus traditionnels tels que le mizmār ou zurna,. Et en Égypte, une artiste des années 2010 comme Youssra el Hawary s'en empare,. De façon générale, l'accordéon n'est pas réservé à une musique populaire et festive, mais il sait prendre place dans une musique dite savante. L'oudiste Anouar Brahem s'est ainsi associé pour des spectacles et albums, à l'accordéoniste de jazz franco-italien Richard Galliano dans les années 1990.

## Dans la culture

### En France
Le « piano du pauvre », ou « piano à bretelle », est entré dans la littérature française dès 1833, grâce au vicomte François-René de Chateaubriand dans Mémoires d'outre-tombe. L'accordéon en France est lié à l'histoire du bal musette. Il reste cependant pointé du doigt par certains : Octave Mirbeau le destine « aux polkas pour les bals ».
L'histoire de l'accordéon est liée également à celle du swing manouche, avec dès les débuts de ce mouvement des collaborations répétées entre Jo Privat et Django Reinhardt, des compositions très en avance sur leur temps de Gus Viseur et aujourd'hui de nombreux artistes swing tels que Ludovic Beier … Dans les années 1950, l'accordéon devient l'instrument des bals populaires, Yvette Horner et André Verchuren étant alors les deux figures emblématiques de cet instrument.
Dans les années 1970, l'accordéon redevient populaire grâce à l'attrait des musiques traditionnelles et folkloriques qui l'utilisent (musique bretonne, slave, musique cadienne…) ; par l'utilisation par des chanteurs français comme Renaud qui le remettent au goût du jour ; par l'apparition d'accordéonistes majeurs, se détournant du musette, comme Marc Perrone ou Richard Galliano ; et par son utilisation par des groupes de la scène alternative comme la Mano Negra ou Les Négresses vertes.
L'accordéon a maintenant acquis ses lettres de noblesse en musique classique (même si cela reste méconnu du grand public). Il est enseigné dans les conservatoires de musique depuis les années 1970. L'accordéon est également présent dans la création contemporaine d'avant-garde. On peut citer Pascal Contet, qui contribue activement à développer le répertoire contemporain avec des compositeurs comme Bernard Cavanna, Vinko Globokar, Jacques Rebotier, Jean-Pierre Drouet, Bruno Giner, Marc Monnet, Sofia Goubaïdoulina, Jean Françaix, Poul Rovsing Olsen, Gérard Pesson… Citons également quelques membres de la jeune génération : Fanny Vicens, Vincent Lhermet, Jean-Etienne Sotty. Côté traditionnel, l'accordéon fait partie des instruments de la musique bretonne qui revient à partir des années 1970.
Aujourd'hui, l'accordéon est largement utilisé aussi bien par des artistes de variétés (Patrick Bruel, Yann Tiersen…) que par des groupes « alternatifs » (Les Ogres de Barback, Les Têtes Raides, Red Cardell, Les Hurlements d'Léo, La Rue Ketanou, N&SK, Sagapool), les groupes de rap (Java, le Ministère des affaires populaires), le duo féminin Délinquante qui utilise cet instrument de façon notable, des groupes régionaux qui arrangent ces morceaux et/ou en composent de nouveaux tel qu'Accordé à vent, groupe du Pas-de-Calais, le duo Kof a Kof avec Roland Becker au saxophone et Régis Huiban à l'accordéon chromatique, avec des musiciens de jazz tels que Richard Galliano, Marcel Azzola, Marc Berthoumieux, Jacques Bolognesi ou Marcel Loeffler, Lionel Suarez, René Sopa.
En 2005, Serge Lama a effectué une tournée avec un seul musicien, l'accordéoniste Sergio Tomassi jouant sur un accordéon numérique. Claude Parle développe l'accordéon dans le domaine des musiques improvisées et en relation avec la musique contemporaine, la danse, notamment la danse Buto (Masaki Iwana, Toru Iwashita, Atsushi Takenouchi (en)) ou le jazz contemporain (depuis les années 1970).

### Aux États-Unis
Depuis avril 1990, San Francisco a pour instrument officiel l'accordéon.

## Manufactures et fabrication

### En France
Lyon avec la firme Cavagnolo, et Tulle avec la fabrique Maugein sont des villes importantes pour l'accordéon chromatique français. Historiquement, la ville de Brive, avec l'usine Dedenis, fut très longtemps le siège de la première industrie de l'accordéon en France. Outre ces petites fabriques, plusieurs artisans fabriquent en France des instruments sur mesure ou commandés à l'unité, principalement des accordéons diatoniques, mais aussi des accordéons chromatiques.

### En Italie
La ville de Castelfidardo est « la capitale mondiale de l’accordéon ». Une vingtaine d'entreprises familiales y sont regroupées dont Paolo Soprani, Pigini et Bugari ; 90 % des pièces détachées européennes y sont fabriquées.

### En Allemagne
La manufacture d'accordéons la plus ancienne du monde serait la société Harmona Akkordeon GmbH à Klingenthal en Saxe.
Hohner, fabricant allemand d'harmonicas et d'accordéons situé à Trossingen, est présent en Europe et aux États-Unis.

### Aux États-Unis
Les premiers accordéons des États-Unis ont été fabriqués à San Francisco.

## Festivals

### En France
Il existe de nombreux festivals intégrant l'accordéon, ainsi qu'un certain nombre de festivals dédiés à l'instrument (qui peuvent être généralistes ou centrés sur un style de musique précis) ; exemples :
- Fête de l'accordéon à Luzy (Morvan, Côte d'Or)[28]
- Festival d'accordéon de Chamberet (Corrèze)
- Wazemmes l'accordéon Lille (Nord)[29]
- Les Nuits de Nacre, à Tulle (Corrèze)
- Le festival Sancyberie, à Saint-Sauves-d'Auvergne (Puy-de-Dôme)
- Le festival Éoléon à Buzet-sur-Tarn (Haute-Garonne)
- Le Grand Soufflet, à Rennes (Ille-et-Vilaine)
- Roubaix à l'accordéon, à Roubaix (Nord)
- Le Festival Bouteille en bretelles à Bourg-Saint-Andéol (Ardèche)[30]
- Les Belles Bretelles à Hergnies (Nord)
- Le Printemps des bretelles à Illkirch-Graffenstaden (Bas-Rhin)
- Festival de l'accordéon de Lesterps (Charente), près de Confolens (3e week-end de juillet)
- Accordéons-nous à Trentels (Lot-et-Garonne)
- L'accordéon plein pot à Saint-Quentin-la-Poterie (Gard)
- Les Dianautiques à Loguivy-lès-Lannion (Côtes-d'Armor)
- Le Festival de l'accordéon de Lamoura (Jura), organisé la dernière semaine de septembre
- Le Festival de l'accordéon beaufortain à Beaufort (Savoie)
- Le Festival national d'accordéon au Mans (Sarthe)
- Accordéon Pluriel à Montpellier (Hérault)[31]
- Festival national d'accordéon à Val-Cenis (Savoie)[32],[33]

### Ailleurs en Europe
- L'Accordéon, moi j'aime !, en Belgique à Tournai[34]

### Au Canada
- Le Carrefour mondial de l'accordéon, au Québec à Montmagny[35]

## Musées
- La Cité de l'accordéon et des patrimoines de Tulle qui a ouvert ses portes le 6 avril 2024.
- Le musée de l'Accordéon de Siran où sont exposés de nombreux accordéons mais aussi des vielles et des cabrettes, instruments traditionnels auvergnats.
- Le Musée de l'accordéon à Montmagny qui est un lieu emblématique pour cette ville et qui s’inscrit dans le circuit culturel et touristique de sa région (Chaudière-Appalaches)[36] avec plusieurs expositions traitant de l'instrument[37].

## Surnoms
Quelques exemples de surnoms de cet instrument (en France) : piano à bretelles, piano du pauvre, boîte à frisson, orgue portatif, branle-poumons, boîte à chagrin, soufflet à punaises, dépliant, calculette prétentieuse, boîte à soufflets et boîte du diable (boest an diaoul, en Basse-Bretagne et boueze en Haute-Bretagne).

#### Ouvrages
- Pierre Monichon, L'Accordéon, éditions Van de Velde et Payot, 1985
- Pierre Monichon et Alexandre Juan, L’Accordéon, Éditions Cyrill Demian, 2012, 170 p.
- Joseph Amiot, Mémoire sur la musique des chinois, tant anciens que modernes, Paris, Nyon l'aîné, 1779 (lire en ligne)

#### Articles
- Émile Leipp, Pierre Monichon, Alain Abbott et Étienne Lorin, « L'Accordéon — De l'accordion à l'accordéon de concert : éléments d'anatomie, de physiologie et d'acoustique », Bulletin du Groupe d'Acoustique Musicale (GAM), no 59,‎ 1972.
- Yves Defrance, « Traditions populaires et industrialisation : Le cas de l'accordéon », Ethnologie française, Presses universitaires de France, vol. 14, no 3,‎ 1984, p. 223-236 (résumé/1re page)

#### Autres
- Thierry Benetoux, Comprendre et réparer votre accordéon, 2001, 243 p. (ISBN 978-2951718401)
- Interviews d'accordéonistes : Le souffle de l'accordéon